# Jan Van den Bergh
Jan Van den Bergh (ur. 2 października 1994 w Bonheidenie)  – belgijski piłkarz grający na pozycji środkowego obrońcy w holenderskim klubie NAC Breda, gdzie pełni funkcję kapitana.